# Simon Gustafson
Pour les articles homonymes, voir Gustafson.
Simon Gustafson, né le 11 janvier 1995 à Mölndal en Suède, est un footballeur international suédois. Il évolue au poste de milieu central au BK Häcken.

## Biographie

### En club
Né à Mölndal en Suède, Simon Gustafson est formé au Fässbergs IF avant de rejoindre le BK Häcken.
Simon Gustafson rejoint le club du Feyenoord Rotterdam en juillet 2015,.
Le 14 juillet 2017 il est prêté au Roda JC pour une saison.
Lors de l'été 2018, Simon Gustafson rejoint le FC Utrecht. Le transfert est annoncé dès le 18 mai 2018 et il signe un contrat de trois ans, soit jusqu'en juin 2021.
Le 9 juillet 2021, Simon Gustafson fait son retour au BK Häcken. Il signe un contrat courant jusqu'en décembre 2025.
Il participe au sacre du BK Häcken, le club remportant le championnat de Suède pour la première fois de son histoire lors de la saison 2022.

### En sélection
Simon Gustafson est sélectionné avec les moins de 18 ans, moins de 19 ans, puis avec les espoirs. Il reçoit neuf sélections avec les espoirs, inscrivant trois buts.
Simon Gustafson joue son premier match avec l'équipe de Suède espoirs le 10 septembre 2013 contre la Turquie. Il entre en jeu à la place d'Oliver Silverholt (en) et marque quelques minutes plus tard son premier but en espoirs, égalisant en fin de match (2-2 score final).
Il honore sa première sélection en équipe de Suède le 15 janvier 2015 lors d'un match amical contre la Côte d'Ivoire.

## Vie privée
Simon Gustafson est le frère jumeau de Samuel Gustafson, également joueur de football professionnel.

## Statistiques
| Saison                | Club                  | Championnat           | Championnat | Championnat | Coupe(s) nationale(s) | Coupe(s) nationale(s) | Supercoupe | Supercoupe | Compétition(s) continentale(s) | Compétition(s) continentale(s) | Compétition(s) continentale(s) | Suède | Suède | Total | Total |
| Saison                | Club                  | Division              | M.          | B.          | M.                    | B.                    | M.         | B.         | Comp.                          | M.                             | B.                             | M.    | B.    | M.    | B.    |
| 2013                  | BK Häcken             | Allsvenskan           | 26          | 2           | 2                     | 0                     | -          | -          | C3                             | 4                              | 0                              | -     | -     | 32    | 2     |
| 2014                  | BK Häcken             | Allsvenskan           | 28          | 10          | 4                     | 1                     | -          | -          | -                              | -                              | -                              | -     | -     | 32    | 11    |
| 2015                  | BK Häcken             | Allsvenskan           | 14          | 2           | 4                     | 4                     | -          | -          | -                              | -                              | -                              | 2     | 0     | 20    | 6     |
| Sous-total            | Sous-total            | Sous-total            | 68          | 14          | 10                    | 5                     | -          | -          | -                              | 4                              | 0                              | 2     | 0     | 84    | 19    |
| 2015-2016             | Feyenoord Rotterdam   | Eredivisie            | 15          | 3           | 2                     | 0                     | -          | -          | -                              | -                              | -                              | -     | -     | 17    | 3     |
| 2016-2017             | Feyenoord Rotterdam   | Eredivisie            | 1           | 0           | 1                     | 0                     | 0          | 0          | C3                             | 0                              | 0                              | -     | -     | 2     | 0     |
| Sous-total            | Sous-total            | Sous-total            | 16          | 3           | 3                     | 0                     | 0          | 0          | -                              | 0                              | 0                              | -     | -     | 19    | 3     |
| Total sur la carrière | Total sur la carrière | Total sur la carrière | 84          | 17          | 13                    | 5                     | 0          | 0          | -                              | 4                              | 0                              | 2     | 0     | 103   | 22    |

## Palmarès
Feyenoord Rotterdam
- Championnat des Pays-Bas
  - Champion : 2017.

 BK Häcken
- Championnat de Suède :
  - Champion : 2022.

### En sélection
Équipe de Suède espoirs
- Euro espoirs :
- Champion : 2015